# TNSK
TNSK（ティーエヌエスケー、またはタンスケ）は、日本の漫画家、イラストレーター。サークル壁の彩度に所属している。
ペンネームの由来は、TNSKが好物であるぼんち株式会社のお菓子「ポンスケ」と本名のイニシャル姓Tと掛け合わせたもので、「タンスケ」とも読めるとのこと。

## 作品リスト

### 漫画
- 時ドキ荘（『週アスPLUS』、2009年7月 - 2013年1月） 全3巻
- ブラック★ロックシューター THE GAME（『コンプティーク』2011年9月号 - 2012年9月号） 全2巻
- アンネ・フランク～戦争のない世界を夢見た少女～（『週刊 マンガ世界の偉人』49号 2013年1月8日）
- カラスマ0条探題 -魔法少女大戦-（『コミックガム』2014年6月号 - 2015年4月号） 全2巻
- あいどるスマッシュ!（『サイコミ』2016年5月8日 - 2018年8月7日）全6巻
- うちの師匠はしっぽがない（『good!アフタヌーン』2019年2号[2] - 2024年2号[3]）全12巻
- とりまとります（『good!アフタヌーン』2025年9号[4] - ）

### 小説の表紙・挿絵
- メイドロボットはどこから生物となるか（夏緑著、オーム社）
- 爆熱天使Xサン（日日日著、角川スニーカー文庫） 既刊2巻
- 放課後あいどる（鴨志田一著、ガガガ文庫） 既刊1巻
- そよかぜキャットナップ（靖子靖史著、講談社BOX）
- 役職ディストピアリ 〜紅玉の討伐士と命喰らいの僕〜（霜野おつかい著、千賀史貴原案、GAノベル）
- 最後にして最初のアイドル(草野原々著、ハヤカワ文庫JA)

### イラスト
- My Favorite Things - フライヤー、グッズイラスト
- DANCEROID（ネットアイドルグループ） - キャラクターデザイン
- 『絵師100人』（BNN新社） - イラスト
- 『the Sneaker』2010年6月号（角川書店） - イラスト
- 『the Sneaker』2010年8月号（角川書店） - イラスト
- 『WEATHER GIRLS 気象・天気 萌えて覚える気象学の基本』（PHP研究所） - イラスト
- 『取り合いドラマCD「修羅場!」〜おまえら、俺をめぐって争うんじゃない!〜』（フロンティアワークス） - ジャケットイラスト、キャラクターデザイン
- ひらめき☆まんが学校
- NHK 天才てれびくん! 声優オーディション素材 / イラスト数点
- SMART ももいろクローバーZ×村上隆 / コラボイラスト
- ボーカロイドラボラトリー（ユニバーサルミュージック） - ジャケットイラスト、PVイラスト
- 八王子P『electric love』- ジャケットイラスト
- ドリームボーカリスト（SME Records） - ジャケットイラスト、PVイラスト
- ベストセラー・ライトノベルのしくみ（青土社） - 表紙イラスト

### 同人
- #foreplay（壁の彩度） - コミティア92
- 高木さんトリビュート（壁の彩度） - コミックマーケット78
- Plustellia（壁の彩度） - コミックマーケット78
- ニクノハナ（壁の彩度） - コミティア94
- ニクノマワル（壁の彩度） - コミティア96
- ニクノヒビ（壁の彩度） - コミティア98
- S2G -Sound System Girls-（壁の彩度） - コミックマーケット81
- ニクノニエ（壁の彩度） - コミティア100

## その他
- pixiv学生マンガデイ開催記念　特別生配信（2021年8月22日）[5]